# Rivera de Táliga
La rivera de Táliga, también llamada río Táliga y río Alconchel, es un río del suroeste de la península ibérica perteneciente a la cuenca hidrográfica del Guadiana, que transcurre por la provincia de Badajoz (España).

## Curso
La cabecera del Táliga se encuentra en el término municipal homónimo. El río discurre en sentido sudeste-noroeste, a lo largo de unos 38 km de un trazado muy sinuoso, sirviendo su tramo bajo como límite natural el municipio de Alconchel y el de Olivenza. Desemboca en el embalse de Alqueva, donde confluye con el río Guadiana. 

## Flora y fauna
Gran parte del recorrido del Táliga ha sido declarado Zona Especial de Conservación  (ZEC). La rivera se encuentra en un estado ecológico excepcional, albergando valores muy importantes desde el punto de vista de la conservación, puesto que al no tener barreras transversales, ni estar alteradas por el hombre en lo referente a infraestructuras, presas, etc; aún mantiene la fauna piscícola autóctona característica de las riveras con circulación de aguas temporales típicas del sur de la península ibérica. Las galerías ribereñas también están bien conservadas así como el hábitat mediterráneo típico de dehesas de quercíneas de su entorno. Además se desarrollan distintas variedades de orquídeas en las riberas del río.